# Sie weiß von Dir
Sie weiß von Dir ist eine sechsteilige britische Thriller- und Drama-Fernsehserie, die am 17. Februar 2021 bei Netflix ihre Premiere hatte. Hauptdarsteller sind Simona Brown, Tom Bateman und Eve Hewson. Die Serie basiert auf dem Roman „Behind Her Eyes“ von Sarah Pinborough.

## Handlung
Louise Barnsley ist eine alleinerziehende Mutter, die ein eher ereignisloses Leben führt. Eigentlich ist ihr Sohn ihr Ein und Alles, allerdings beginnt sie mit einer Pub-Bekanntschaft, die sich kurz darauf als ihr neuer Chef – der Psychiater David Ferguson – herausstellt, eine Affäre. Dessen Ehefrau Adele freundet sich, vermeintlich zufällig, mit Louise an, worauf sich ein düsteres Psychospiel entwickelt.

## Besetzung
| Rolle           | Darsteller     | Folgen           |
| --------------- | -------------- | ---------------- |
| Louise Barnsley | Simona Brown   | 1.01–06          |
| David Ferguson  | Tom Bateman    | 1.01–06          |
| Adele Ferguson  | Eve Hewson     | 1.01–06          |
| Rob             | Robert Aramayo | 1.01–06          |
| Adam            | Tyler Howitt   | 1.01–06          |
| Sue             | Georgie Glen   | 1.01–04          |
| Sophie          | Nichola Burley | 1.01, 1.03, 1.05 |
| Dr. Sharma      | Roshan Seth    | 1.01, 1.04       |
| Geeta Sharma    | Nila Aalia     | 1.01             |

## Episodenliste
| Nr.                                                                                         | Deutscher Titel       | Originaltitel     | Regie               | Drehbuch        |
| ------------------------------------------------------------------------------------------- | --------------------- | ----------------- | ------------------- | --------------- |
| 1                                                                                           | Zufällige Begegnungen | Chance Encounters | Erik Richter Strand | Steve Lightfoot |
| 2                                                                                           | Klarträume            | Lucid Dreaming    | Erik Richter Strand | Steve Lightfoot |
| 3                                                                                           | Die erste Tür         | The First Door    | Erik Richter Strand | Angela LaManna  |
| 4                                                                                           | Rob                   | Rob               | Erik Richter Strand | Angela LaManna  |
| 5                                                                                           | Die zweite Tür        | The Second Door   | Erik Richter Strand | Steve Lightfoot |
| 6                                                                                           | Sie weiß von dir      | Behind Her Eyes   | Erik Richter Strand | Steve Lightfoot |
| Am 17. Februar 2021 wurden alle Folgen der Staffel gleichzeitig bei Netflix veröffentlicht. |                       |                   |                     |                 |

## Produktion
Ende Januar 2019 wurde bekannt gegeben, dass der Streaming-Anbieter Netflix erneut mit den Produzenten der Serie The Crown zusammenarbeiten wolle, um das 2017 veröffentlichte Buch „Behind Her Eyes“ von Sarah Pinborough zu verfilmen. Die Dreharbeiten fanden unter der Regie von Erik Richter Strand ab Mitte Juni 2019 für einen Zeitraum von 16 Wochen statt.

## Rezeption
Im Bericht der deutschsprachigen Filmempfehlungs-Community Moviepilot zum Start der ersten Staffel erhielt die Serie 6,4 von 10 möglichen Punkten. Maike Karr von Serienjunkies.de schreibt „Für alle Fans von Psychothrillern ist auf Netflix nun ein würdiger und vielversprechender Kandidat an den Start gegangen. Die Miniserie überzeugt in ihrer Pilotepisode durch gekonnt geheimnisvolle Inszenierungen der Protagonisten.“